# Moncles
Moncles ((['muŋklɵs])) és un antic poble, ara reduït a un parell de masies, del terme comunal d'Aiguatèbia i Talau, a la comarca del Conflent, de la Catalunya del Nord. Pertanyia a l'antiga comuna de Talau.
Està situat pràcticament en el centre de la comuna actual d'Aiguatèbia i Talau, a la zona occidental de l'antic terme de Talau, al qual pertanyia.

## Etimologia
Segons Joan Coromines, el nom del poble prové del llatí mansiŭncŭlas (casetes), format per l'arrel de mansum (casa) i el sufix -ŭncŭlas, de caràcter diminutiu.